# Gatewood Township
Gatewood Township est un ancien township, situé dans le comté de Ripley, dans le Missouri, aux États-Unis,.
Le township est baptisé en référence à la communauté de Gatewood (en), elle même nommée à la mémoire de Richard Gatewood, un pionnier.